# Kaupitussuanto
Kaupitussuanto är en sjö i Kiruna kommun i Lappland och ingår i Torneälvens huvudavrinningsområde. Sjön har en area på 0,0553 kvadratkilometer och ligger 424 meter över havet.

## Delavrinningsområde
Kaupitussuanto ingår i det delavrinningsområde (759217-173662) som SMHI kallar för Ovan VDRID = Pulsujoki i Lainioälvens vattendrags*. Medelhöjden är 470 meter över havet och ytan är 62,64 kvadratkilometer. Räknas de 154 avrinningsområdena uppströms in blir den ackumulerade arean 2 049,61 kvadratkilometer. Lainioälven som avvattnar avrinningsområdet har biflödesordning 2, vilket innebär att vattnet flödar genom totalt 2 vattendrag innan det når havet efter 404 kilometer. Avrinningsområdet består mestadels av skog (61 procent) och sankmarker (26 procent). Avrinningsområdet har 2,48 kvadratkilometer vattenytor vilket ger det en sjöprocent på 4 procent.